# Falacer
Falacer, ou mais plenamente dīvus pater falacer, era um antigo deus Itálico, segundo Varrão. Hartung é inclinado a considerá-lo como sendo um epíteto de Júpiter, uma vez que falandum, de acordo com Festus, foi o nome Etrusco para "céu".
O seu nome pode aparecer no nome da cidade de Falacrine (em latim: Falacrīnum or Phalacrīna).